# Шейх Мамаду Діабате
Шейх Мамаду Діабате (фр. Cheick Mamadou Diabaté, нар. 1 січня 2004, Абіджан) — івуарійський футболіст, захисник австрійського клубу «Вольфсбергер». Виступав також за низку івуарійських та закордонних клубів. Володар Кубка Австрії.

## Ігрова кар'єра
Шейх Мамаду Діабате народився 2004 року в місті Абіджан, та є вихованцем футбольної школи клубу «Буаке». Професійну футбольну кар'єру Діабате розпочав в основній команді того ж клубу, в якій грав до 2022 року
У 2022 році івуарійський футболіст перейшов до ізраїльського клубу «Маккабі» (Петах-Тіква), проте до основного складу команди не потрапив, і у 2023 році керівництво клубу віддало гравця в річну оренду до іншого ізраїльського клубу «Маккабі» (Яффа).
У 2024 році Діабате на правах постійного контракту перейшов до австрійського клубу «Вольфсбергер». У першому ж сезоні виступів івуарієць став у складі команди володарем Кубка Австрії.

## Титули і досягнення
- Володар Кубка Австрії (1):

«Вольфсбергер»: 2024–2025